# Glaciació de Günz
La Glaciació de Günz (o de Nebraska a Amèrica) fou la primera de les quatre glaciacions del Quaternari, aproximadament, es va estendre entre el -1.200.000 i el -700.000. El va seguir el període interglacial Günz-Mindel. Rep el seu nom del riu homònim.